# ارتباطات در کره شمالی
مفهوم ارتباطات در کره شمالی به مجموعه خدمات مخابراتی و ارتباطی موجود در این کشور اشاره دارد. کشور کره شمالی به‌دلیل سیاست‌های انزواطلبانه‌اش، به طور کامل از فناوری اصلی اینترنت استفاده نکرده است. 

## تلفن ثابت

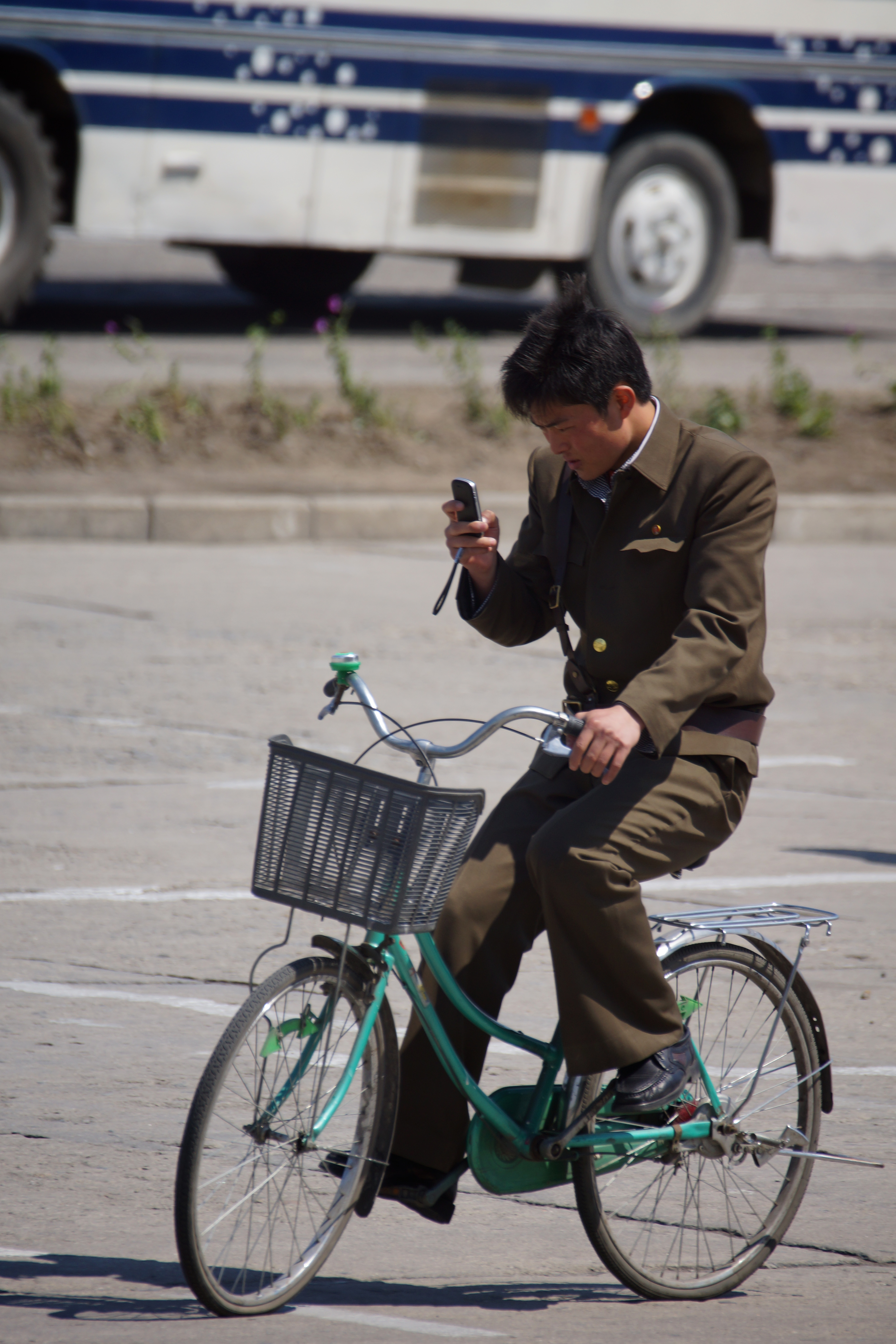
تصویری از استفاده مرد دوچرخه سوار از تلفن همراه، شهر هامهونگ.

کره شمالی دارای یک سیستم تلفن قابل قبول است که طبق آمار منتشر شده در سال 2008 شامل 1.18 میلیون خط تلفن ثابت است. با این حال، اکثر خطوط تلفن فقط برای مقامات ارشد دولتی نصب می شوند.
شخصی که می‌خواهد خط تلفن داشته باشد، باید فرمی را پر کند که شامل شغل وی و رتبه اش در کشور، کاربرد و دلیل استفاده از تلفن، و چگونگی پرداخت هزینه آن می باشد.  بیشتر خطوط تلفن در ادارات دولتی، شهرک های بزرگ و شرکتهای دولتی (SOEs) نصب شده است و تنها 10 درصد خطوط به افراد عادی و خانوار ها ارائه می شود.
مطبوعات کره شمالی در سال 2000 گزارش دادند که تمامی استان پیونگان شمالی تحت پوشش کابلهای فیبر نوری قرار گرفته است.

### تلفن همراه

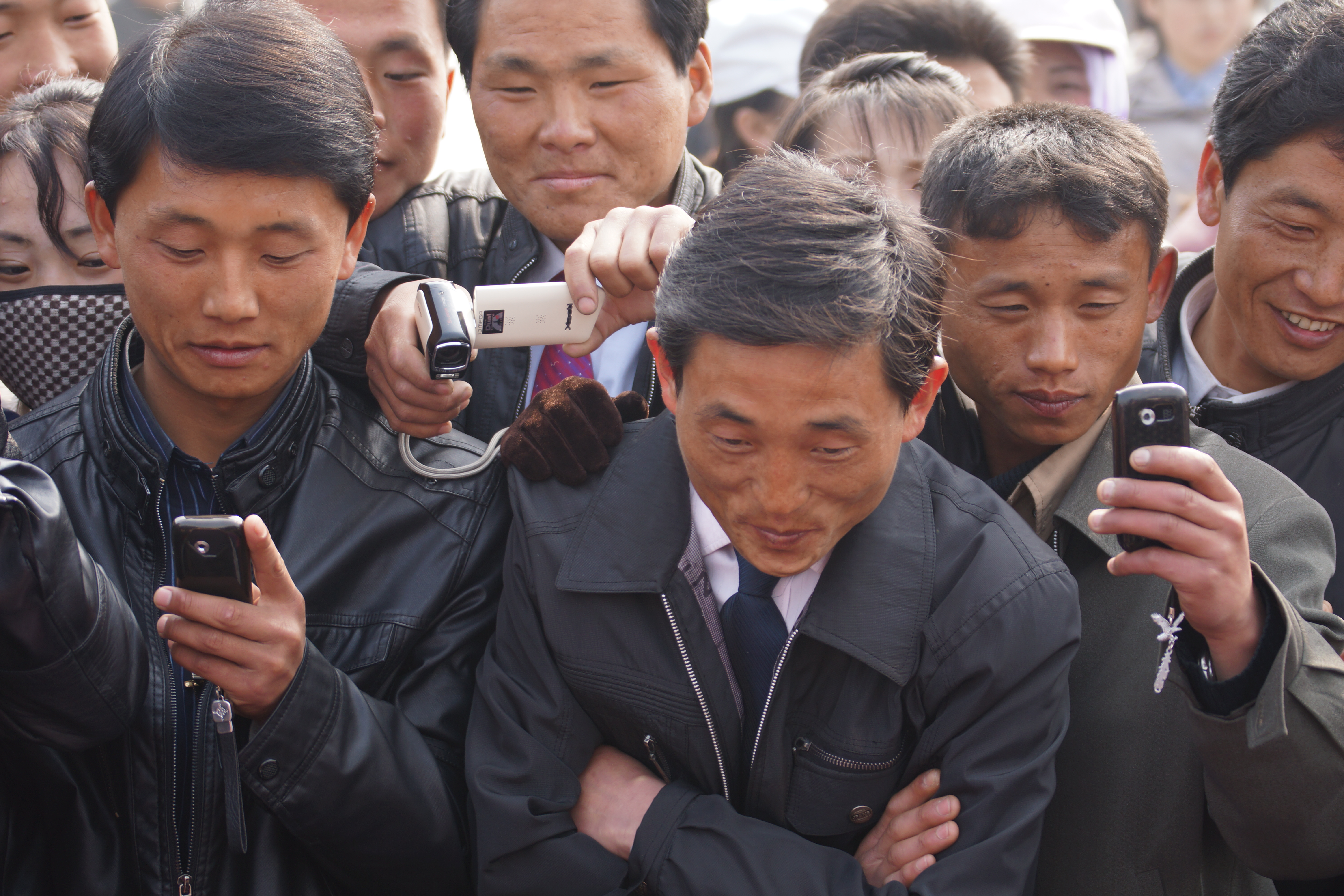
مردم جمهوری خلق کره درحال استفاده از تلفن همراه، آوریل 2012

در نوامبر 2002، تلفن های همراه در کره شمالی معرفی شدند و تا نوامبر 2003، 20000 نفر از مردم کره شمالی تلفن همراه خریداری کردند.
از سال 2004 تا 2008 استفاده از تلفن همراه در جمهوری خلق کره ممنوع بود  
در دسامبر 2008، یک اپراتور همراه جدید در پیونگ یانگ راه اندازی شد که توسط شرکت مصری Orascom اداره می شد، اما دولت جمهوری خلق کره بلافاصله فعالیت های این شرکت را مسدود و درآمدهایش را سلب کرد.  نام رسمی سرویس اینترنت همراه 3G در کره شمالی Koryolink نام دارد و کاملا تحت کنترل شرکت دولتی پست و مخابرات کره (KPTC) است.
در سال 2011، 60 درصد از شهروندان بین 20 تا 50 سال پیونگ یانگ تلفن همراه داشتند.  در آن سال، StatCounter.com تأیید کرد که تعدادی از مردم کره شمالی از آیفون های اپل و همچنین گوشی های هوشمند نوکیا و سامسونگ استفاده می کنند. 

تلفن های هوشمند عرضه شده در کره شمالی از سیستم امضای دیجیتالی برای جلوگیری از دسترسی به فایل‌ های غیر قانونی و غیرمجاز و ثبت اطلاعات استفاده می کند که می‌تواند توسط دولت خلق کره بازرسی شود. 
یک نظرسنجی در سال 2017 نشان داد که 69 درصد از خانواده های کره شمالی تلفن هوشمند دارند. 
در دسامبر 2023، دولت کره شمالی اقدام به راه اندازی و استقرار شبکه نسل چهارم (4G) با خرید تجهیزات شبکه دست دوم از کمپانی چینی هواوی کرد.   